# Юліуш Гардан
Юліуш Гардан (пол. Juliusz Gardan, справжнє прізвище Градштейн; 12 листопада 1901, Ченстохова, Царство Польське, Російська імперія — 29 грудня 1944, Ашгабат, Туркменська РСР) — польський кінорежисер і сценарист.

## Біографія
Вивчав право і романістику в Варшавському університеті. У 1928 дебютував як кінорежисер і автор сценарію. Працював у кіно до 1939 року.
У часи Другої світової війни перебував на території України (Львів, Київ) та в Туркменістані. Був засновником і головою відділення Спілки польських патріотів в Ашгабаті.
Помер від туберкульозу.

## Вибрана фільмографія

### Режисер і сценарист
- 1928 - Точки над i / Kropka nad i
- 1930 - Краса життя / Uroda życia
- 1934 - Хіба Люцина дівчина? / Czy Lucyna to dziewczyna?
- 1936 - Прокажена / Trędowata
- 1938 - Верес / Wrzos
- 1939 - Доктор Мурек / Doktór Murek

### Режисер
- 1929 — Поліцмейстер Таге / Policmajster Tagiejew
- 1933 — Вирок життя / Wyrok życia
- 1933 — Десять відсотків мені / 10 % dla mnie
- 1937 — Галька / Halka
- 1937 — Пані міністр танцює / Pani minister tańczy

### Головний художник
- 1934 -  Обітниці уланські / Śluby ułańskie
- 1935 - Дві Йоасі / Dwie Joasie

### Художній керівник
- 1933 - Шпигун в масці / Szpieg w masce